# Dieudonné
 Dieudonné  es una población y comuna francesa, en la región de Picardía, departamento de Oise, en el distrito de Senlis y cantón de Neuilly-en-Thelle.

## Demografía
| 149 | 151 | 260 | 668 | 791 | 836 |
| Para los censos de 1962 a 1999 la población legal corresponde a la población sin duplicidades (Fuente: INSEE [Consultar]) |     |     |     |     |     |